# 矢巾町
矢巾町（やはばちょう）は、岩手県のほぼ中心部に位置する紫波郡に属する町。盛岡市の南に隣接する田園地帯である。幣掛の滝・南昌山・矢巾温泉・徳丹城跡など、町内に名所旧跡は多い。

## 概要
盛岡市南部に隣接するベッドタウンとしての開発が進み、盛岡市のロードサイド商業地区と接する。過疎化が深刻な岩手県において滝沢市・北上市と共に人口増加が進む自治体である。平成22年国勢調査によると人口密度は岩手県下一である。
地名の「矢巾」の由来についてはいくつかの説がある。
- 前九年の役で、源頼義が安倍貞任を討つため矢をつくる矢羽根を集めさせたことから。
- 「谷端場」「谷端間」の意味で、段差のある湿地の法面のこと。

## 地理

### 位置・地勢
県中央部に位置し、盛岡市の南10km地点に位置し、稲作に適した自然条件をそなえた県央の穀倉地帯である。
地勢は中央部が北上低地帯（北上盆地）に属する平坦地で、東部は一部を除き北上川で区切られる。西部には北上低地西縁断層帯という逆断層帯を境にして南昌山等のある奥羽脊梁山脈が広がる。北は盛岡市、西は岩手郡雫石町、南は紫波町に接する。

### 気候
典型的な内陸性気候で、夏暑く、冬寒いが比較的温和である。

### 人口
平成27年国勢調査より前回調査からの人口増減をみると、1.74%増の27,678人であり、増減率は県下33市町村中2位。
| |                                        |  |
| 矢巾町と全国の年齢別人口分布（2005年） | 矢巾町の年齢・男女別人口分布（2005年） |  |
| ■紫色 ― 矢巾町 ■緑色 ― 日本全国 | ■青色 ― 男性 ■赤色 ― 女性              |  |
| 矢巾町（に相当する地域）の人口の推移 \| 1970年（昭和45年） \| 13,526人 \| \| \| 1975年（昭和50年） \| 15,008人 \| \| \| 1980年（昭和55年） \| 17,465人 \| \| \| 1985年（昭和60年） \| 18,714人 \| \| \| 1990年（平成2年） \| 19,920人 \| \| \| 1995年（平成7年） \| 21,919人 \| \| \| 2000年（平成12年） \| 25,268人 \| \| \| 2005年（平成17年） \| 27,085人 \| \| \| 2010年（平成22年） \| 27,205人 \| \| \| 2015年（平成27年） \| 27,678人 \| \| \| 2020年（令和2年） \| 28,056人 \| \| |                                        |  |
| 総務省統計局 国勢調査より |                                        |  |
| 1970年（昭和45年） | 13,526人                               |  |
| 1975年（昭和50年） | 15,008人                               |  |
| 1980年（昭和55年） | 17,465人                               |  |
| 1985年（昭和60年） | 18,714人                               |  |
| 1990年（平成2年） | 19,920人                               |  |
| 1995年（平成7年） | 21,919人                               |  |
| 2000年（平成12年） | 25,268人                               |  |
| 2005年（平成17年） | 27,085人                               |  |
| 2010年（平成22年） | 27,205人                               |  |
| 2015年（平成27年） | 27,678人                               |  |
| 2020年（令和2年） | 28,056人                               |  |

## 沿革
- 縄文時代の遺跡が多く、和味地区にある「月が森遺跡」と、白沢地区にある「白沢森遺跡」が特に大規模である。
- 813年（弘仁4年）- 征夷大将軍坂上田村麻呂により、現在地に徳丹城が築造された。
- 1599年（慶長4年）- 金山師・鎌津田甚六による鹿妻穴堰の開削により、この地区の農業生産力に大きな影響を与えた。
- 1703年（元禄16年）- 越前国金剛院の僧「空念」の推挙により、南に「南部の繁昌」を願い、毒ケ森（徳ヶ森）を南昌山と改名した。
- 1889年（明治22年）4月1日 - 町村制が施行される。
  - 旧・煙山村、赤林村、上矢次村、下矢次村、南矢幅村、北矢幅村、広宮沢村、又兵衛新田が合併し、紫波郡煙山村が成立。
  - 土橋村、高田村、藤沢村、間野々村、北郡山村、東徳田村、西徳田村、高水寺村の一部が合併し、紫波郡徳田村が成立。
  - 室岡村、岩清水村、太田村、白沢村、北伝法寺村、和味村が合併し、紫波郡不動村が成立。
- 1955年（昭和30年）3月1日 - 煙山村、徳田村、不動村が合併し、紫波郡矢巾村となる。
- 1966年（昭和41年）5月1日 - 矢巾村が町制施行し、紫波郡矢巾町となる。
  - 同日 - 矢巾町の一部が紫波郡都南村に編入される。
- 1976年（昭和51年） - 冷害。農林水産大臣（当時、大石武一）の冷害の状況視察先として矢巾町が選ばれる[4]。
- 1985年（昭和60年）3月24日 - 役場新庁舎開庁。
- 1990年（平成2年）11月3日 - 町文化会館「田園ホール」落成。
- 2004年（平成16年）11月11日 - 盛岡市・玉山村との市町村合併法定協議会への不参加を決定。
- 2007年（平成19年）4月1日 - 岩手医科大学矢巾キャンパス完成。
- 2011年（平成23年）3月11日 - 東北地方太平洋沖地震で震度6弱を観測。
- 2016年（平成28年）4月1日 - 矢巾町活動交流センター「やはぱーく」開所。
- 2018年（平成30年）3月24日 - 東北自動車道矢巾スマートインターチェンジ供用開始。

## 行政
- 町長：高橋昌造（たかはし しょうぞう）（2015年4月30日 - ）

### 歴代町長
特記なき場合『2020年版町勢要覧 資料編 ～数字で見るやはばちょう～』による。
| 代               | 氏名             | 就任             | 退任             | 備考             |
| 矢巾村長（公選） | 矢巾村長（公選） | 矢巾村長（公選） | 矢巾村長（公選） | 矢巾村長（公選） |
| ---------------- | ---------------- | ---------------- | ---------------- | ---------------- |
| 初               | 高橋重平         | 1955年4月11日    | 1966年4月30日    |                  |
| 矢巾町長（公選） |                  |                  |                  |                  |
| 初               | 高橋重平         | 1966年5月1日     | 1967年4月29日    |                  |
| 2                | 谷村長三郎       | 1967年4月30日    | 1991年4月29日    | 旧徳田村長       |
| 3                | 高橋隆三         | 1991年4月30日    | 1999年4月29日    |                  |
| 4                | 川村光朗         | 1999年4月30日    | 2015年4月29日    |                  |
| 5                | 高橋昌造         | 2015年4月30日    | 現職             |                  |

### 町の施設
- 矢巾町役場
- 矢巾町公民館
- 矢巾町民総合体育館
- 矢巾町文化会館「田園ホール」
- 矢巾町活動交流センター「やはぱーく」
- 矢巾町保険福祉交流センター「さわやかハウス」
- 矢巾町国民保養センター
- 矢巾町歴史民俗資料館
- 矢巾町営キャンプ場
- 矢巾町屋外運動場「かっこうグラウンド」
- 矢巾町総合グラウンド
- 矢巾町立斎苑

### 県の施設
- 岩手県立総合防災センター
  - 岩手県消防学校
- 岩手県立療育センター
- 岩手県立盛岡となん支援学校
- 岩手県林業技術センター

### 国の施設
- 国土交通省
  - 東北運輸局 岩手運輸支局

### 警察
- 岩手県警察
  - 紫波警察署 矢巾交番

### 消防
- 盛岡地区広域消防組合
  - 盛岡南消防署 矢巾分署

### ナンバープレート
矢巾町では「岩手」ナンバー（岩手運輸支局）が交付されていたが、2014年11月17日からご当地ナンバーである「盛岡」ナンバーが交付されている。
岩手ナンバー割り当て地域（ - 2014年11月16日）
- 岩手県内全域

盛岡ナンバー割り当て地域（2014年11月17日 - ）
- 盛岡市・八幡平市・滝沢市・紫波郡

## 産業
農業では米、麦、大豆などの生産が盛んで、古くから徳田米の産地として有名である。工業では国道4号沿いの藤沢地区と岩手県道281号矢巾西安庭線沿いの広宮沢地区に工業団地を有する。商業では東北自動車道盛岡南ICから程近い岩手県道13号盛岡和賀線沿いに盛岡市と市町境をまたいで隣接する流通センター（岩手流通センター）を有し、卸売業・小売業・運送業などの事業所が数多く立地する北東北の物流拠点となっている。
また岩手医科大学及び岩手医科大学附属病院の移転により、医療系・不動産賃貸系業種も増加している。町内中心部をJR矢幅駅と国道4号を連絡する岩手県道207号矢巾停車場線が通り、道路沿いに事業所や各種店舗が立ち並んでいる。中心部には協同組合矢巾商業開発の運営するショッピングモールとマックスバリュ、ホーマックを核とする矢巾ショッピングセンター（イオンタウン）が存在するほか、医大周辺と矢幅駅西口エリアにも商業施設が出店している。

### 郵便局
集配業務は流通センター南（〒020-0891）のみ盛岡中央郵便局（盛岡市）が担当し、他は紫波郵便局（紫波郡紫波町）が担当する。
- 矢幅郵便局（以前は集配局であったが、集配廃止により紫波郵便局に移管）
- 岩手流通センター内郵便局
- 徳田郵便局
- 不動郵便局
- 上矢次簡易郵便局

## スポーツ・文化

### スポーツ
- 岩手21赤べこ野球軍団（社会人野球・クラブチーム） - 当町を本拠地として活動していた。2007年には都市対抗野球にも出場（1回戦敗退）したが（パンフレットには矢巾市と記載があった）、同年秋をもって廃部となった。
- 東北六県サーキットを興行の主体としているみちのくプロレスは、旗揚げの地である矢巾町を聖地としており、旗揚げから30年以上経った現在でも、矢巾町民総合体育館をビッグマッチ会場としている。

### 文化施設
- 矢巾町文化会館 - 愛称は「田園ホール」。岩手県内初の本格的音楽ホールである。町民による手作り舞台「矢巾町民劇場」の公演が毎年2月に上演される。地元にゆかりのある題材が選ばれており、2004年の第8回公演では地元出身で旧制盛岡中学校で宮沢賢治の友人だった藤原健次郎を扱った作品が上演された。
- 矢巾町歴史民俗資料館（徳丹城跡に併設）

## 姉妹都市・友好都市

### 海外
- フリモント町（英語版）（アメリカ合衆国 ミシガン州）
  - 1995年（平成7年）7月22日友好都市提携[7]

## 地域

### 名所・旧跡・観光スポット
- 徳丹城跡（国の史跡）
- 南昌山
- 城内山
- 幣懸の滝
- 矢巾温泉
- 森山パストラルパーク

### マスメディア
新聞
- 岩手日報制作センター（広宮沢。岩手県の地方紙。ここから印刷された新聞が県内全域へ発送される）

放送
- 町内にはAMラジオの送信所が置かれている。TV・FMラジオの送信所は、南隣の紫波町（新山）にある。
  - NHK矢巾ラジオ放送所（広宮沢。周波数:第1放送531kHz・第2放送1386kHz。出力10kW）
  - IBC岩手放送矢巾ラジオ送信所（煙山。周波数684kHz、出力5kW）
- 2018年に、ラヂオもりおか（盛岡市、FM）の中継局を役場内に設置。放送枠を買い取る形で、月～金曜午後6時半に町政情報を放送している（火～土曜午前6時半に再放送。土・日朝は弔報を5分間放送）。同放送局を常時受信するための端末「やはラジオ」も頒布している。

## 教育

### 大学

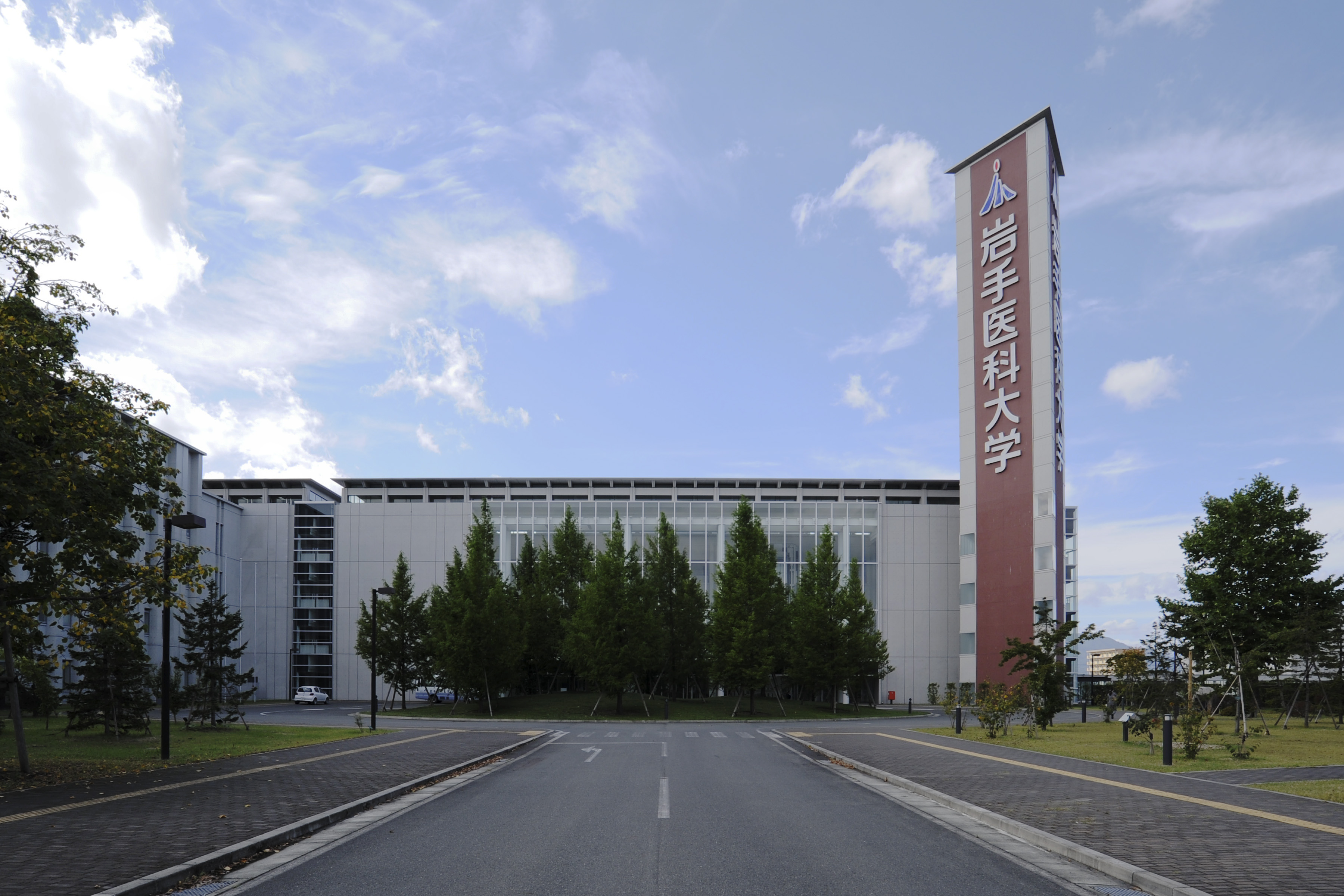
岩手医科大学矢巾キャンパス

- 岩手医科大学（医学部・歯学部・薬学部・看護学部併設）

### 高等学校
- 岩手県立南昌みらい高等学校
- 星北高等学園

### 中学校
- 矢巾町立矢巾中学校
- 矢巾町立矢巾北中学校

### 小学校
- 矢巾町立矢巾東小学校
- 矢巾町立徳田小学校
- 矢巾町立煙山小学校
- 矢巾町立不動小学校

### 特別支援学校
- 岩手県立盛岡となん支援学校

### 学校教育以外の施設
- 岩手県立産業技術短期大学校矢巾校（職業能力開発促進法に基づく職業能力開発短期大学校）
- 岩手県消防学校

## 医療
- 岩手医科大学附属病院（医大通2-1-1）
- 保健所は県央保健所（盛岡市内丸）が管轄である[8]

## 交通

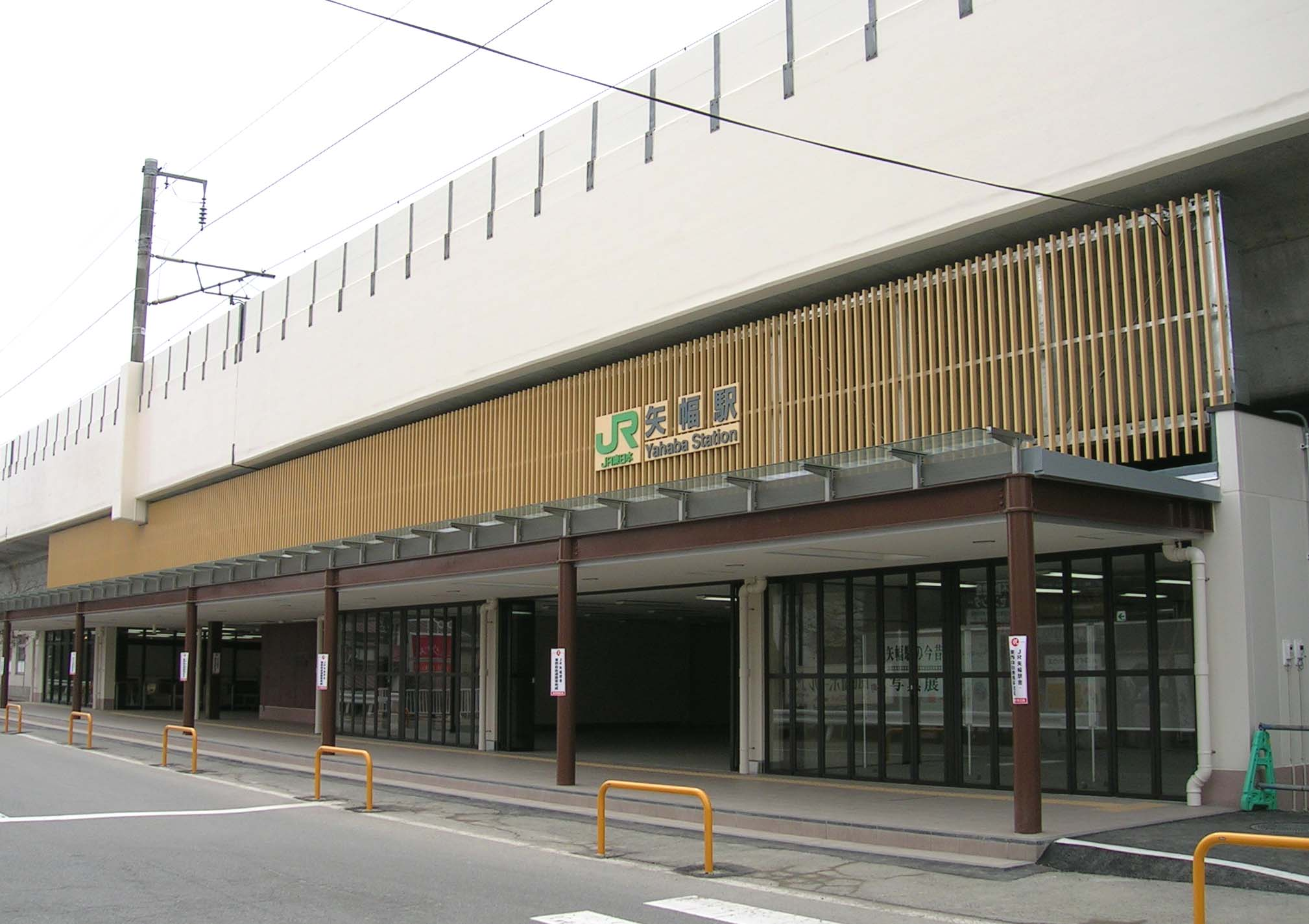
矢幅駅

### 鉄道路線
- 東日本旅客鉄道（JR東日本）
  - 東北本線：矢幅駅

### バス

#### 一般路線バス
- 岩手県交通
  - 矢巾営業所
  - 紫波営業所
- 矢巾町市街地循環バス（2019年9月20日より試験運行開始）矢幅駅と岩手医科大学附属病院（矢巾新病院）ほかを結ぶ。平日のみの運行[9][10]

#### 高速バス
- 岩手県北バス
  - MEX八戸線 - 新宿・川崎[11]
- 秋北バス
  - みちのく号 - 安代・鹿角花輪・大館[12]

### 道路

#### 高速自動車国道
- E4 東北自動車道
  - 矢巾PA・SIC

#### 一般国道
- 国道4号

#### 県道

##### 主要地方道
- 岩手県道13号盛岡和賀線

##### 一般県道
- 岩手県道120号不動盛岡線
- 岩手県道205号不動矢巾停車場線
- 岩手県道207号矢巾停車場線
- 岩手県道208号大ケ生徳田線
- 岩手県道281号矢巾西安庭線
- 岩手県道285号盛岡石鳥谷線
- 岩手県道502号盛岡矢巾自転車道線

## 著名な出身者
- 横澤高徳 - 参議院議員、チェアスキー選手
- 川村禎三 - 柔道家
- 佐々木雅弘 - レーシングドライバー
- 水本圭治 - カヌースプリント